# Rahmschnitzel

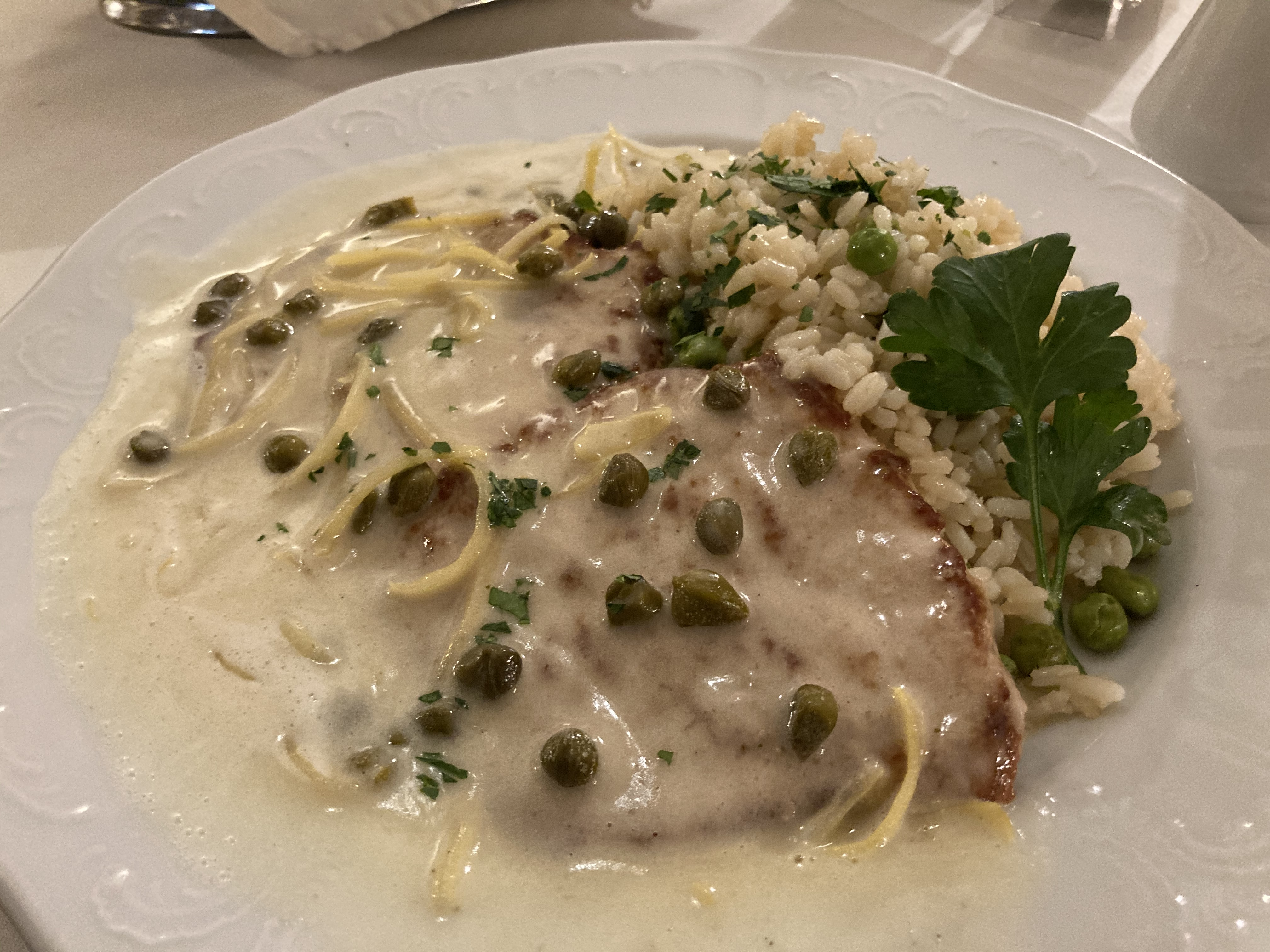
Kaiserschnitzel als Ableitung vom Rahmschnitzel

Als Rahmschnitzel bezeichnet man ein Kalbsschnitzel in Rahmsauce (französisch à la crème). Die Zubereitung der Rahmschnitzel ist eine Ableitung des Naturschnitzels.
Für die Vorbereitung wird eine Scheibe Fleisch als Schnitzel aus der Kalbskeule zugeschnitten. Diese wird gebraten, und der Bratensatz anschließend mit süßen Rahm verkocht und das Schnitzel damit nappiert. Auch wird ein Schnitzel mit Rahmsauce so genannt.

## Ableitungen vom Rahmschnitzel
Gemäß Franz Maier-Bruck sind in der Österreichischen Küche weitere Zubereitungsarten üblich. Für diese wird das mehlierte Naturschnitzel erst in Fett und abschließend Butter gebraten. Anschließend stäubt man den Bratensatz mit Mehl an, kocht ihn mit Sauerrahm auf, und gibt Kalbsbratenfond oder Rinderbrühe hinzu. Nach dem Verkochen wird die Sauce mit Kapern, Zitronensaft und Salz abgeschmeckt. Als aufwendigere Variante ist auch üblich, den Bratensatz mit Rahmsauce aufzugießen, und dann mit süßen Rahm (Obers) und Butter zu montieren. Abschließend wird die Sauce passiert.
Diese Varianten sind das Kaiserschnitzel mit gehackten Kapern und Zitronensaft sowie ggf. klein gehackten Sardellen abgeschmeckt, dessen Fleisch von der Kalbsnuss stammt und das Sardellenschnitzel mit gehackten Sardellenfilets. Fleischscheiben aus der Schulter und der Keule können auch nach dem Anbraten in der Sauce gedünstet werden. Übliche Beilagen sind Teigwaren, Reis und Salate.